# Zhang Xianghua
Zhang Xianghua (en chino: 張香花; Runan, 10 de mayo de 1968) es una deportista china que compitió en remo. Participó en los Juegos Olímpicos de Seúl 1988, obteniendo dos medallas, plata en cuatro con timonel y bronce en ocho con timonel.

## Palmarés internacional
| Juegos Olímpicos | Juegos Olímpicos     | Juegos Olímpicos  | Juegos Olímpicos   |
| Año              | Lugar                | Medalla           | Prueba             |
| ---------------- | -------------------- | ----------------- | ------------------ |
| 1988             | Seúl (Corea del Sur) | Medalla de plata  | Cuatro con timonel |
| 1988             | Seúl (Corea del Sur) | Medalla de bronce | Ocho con timonel   |